# Кастелацо де Стампи
Кастелацо де Стампи је насеље у Италији у округу Милано, региону Ломбардија.
Према процени из 2011. у насељу је живело 944 становника. Насеље се налази на надморској висини од 139 м.